# NK Erdut
NK Erdut je nogometni klub iz istoimenog naselja u Osječko-baranjskoj županiji.

## Povijest
Klub je osnovan 1928. godine pod imenom ŠK Sloga Erdut. Od 1945. do Mirne reintegracije, nosio je ime NK Bratstvo Erdut. Rad kluba službeno je obnovljen 1996. godine.
Od ponovne aktivacije, klub se natjecao u 3. ŽNL Osječko-baranjskoj. U sezoni 2013./14. osvaja 1. mjesto i time se uspijeva plasirati u viši rang. U 2. ŽNL Osječko-baranjskoj klub se zadržao samo dvije sezone, te se od sezone 2016./17. ponovno natječe u najnižem rangu.

### Plasmani kluba kroz povijest
| Sezona    | Liga                               | Plasman    |
| --------- | ---------------------------------- | ---------- |
| 2007./08. | 3. ŽNL Osječko-baranjska NS Osijek | 8. mjesto  |
| 2008./09. | 3. ŽNL Osječko-baranjska NS Osijek | 8. mjesto  |
| 2009./10. | 3. ŽNL Osječko-baranjska NS Osijek | 5. mjesto  |
| 2010./11. | 3. ŽNL Osječko-baranjska NS Osijek | 3. mjesto  |
| 2011./12. | 3. ŽNL Osječko-baranjska NS Osijek | 8. mjesto  |
| 2012./13. | 3. ŽNL Osječko-baranjska NS Osijek | 4. mjesto  |
| 2013./14. | 3. ŽNL Osječko-baranjska NS Osijek | 1. mjesto  |
| 2014./15. | 2. ŽNL Osječko-baranjska NS Osijek | 11. mjesto |
| 2015./16. | 2. ŽNL Osječko-baranjska NS Osijek | 11. mjesto |
| 2016./17. | 3. ŽNL Osječko-baranjska NS Osijek | 7. mjesto  |

## Vanjske poveznice
- Facebook stranica kluba